# Волошин Ростислав Павлович
Ростислав Павлович Волошин (інколи Березюк-Волошин, псевдо: «Павленко», «Горбенко», «Борисенко», «Левченко», «Чепіга») (3 листопада 1911, с. Озеряни, нині Дубенський район, Рівненська область — 22 серпня 1944, с. Гаї Бійничі, нині Дрогобицький район, Львівська область) — український студентський діяч, військовик. Полковник Української Повстанської Армії, командант запілля УПА, заступник Головного командира УПА, Генеральний Секретар Внутрішніх Справ УГВР. Голова СУСОП. Лицар Золотого Хреста Заслуги УПА (посмертно).

## Життєпис

### Дитинство. Навчання

Народився 3 листопада 1911 року у с. Озеряни Дубенського повіту (пізніше району) на Рівенщині у родині помічника начальника місцевої залізничної станції, полковника армії УНР Павла Волошина та Меланії Калістратівни Левчук.
Під час навчання у Рівненській гімназії Ростислав стає активним учасником молодіжної організації «Пласт». У польських таємних поліційних зведеннях того часу зазначалося, що вдома у Волошина проводилися збори пластунів.
Після закінчення гімназії вступає на юридичний факультет Львівського університету, де стає членом підпільної Організації Українських Націоналістів (ОУН) з часу її заснування 1929 року. Через деякий час очолив Українську студентську репрезентацію в Польщі (Союз Українських Студентських Організацій під Польщею) (1933—1934), Дубенський повітовий, згодом Рівненський окружний провід ОУН. Часто виступав на різних зборах студентської молоді у різних містах Західної України. З 1935 до 1937 року був співредактором підпільної молодіжної газети «Юнак» та журналу «Студентський Вісник».

Командування ВО «Богун» разом з прибулими гостями в с. Будераж (Здолбунівський район) Здолбунівського району Рівненської області (грудень 1943 р.). Нижній ряд (зліва направо): шеф розвідвідділу (ШРВ) «Немо» (Андрій Кисіль); член проводу ОУН(б) «Іванів» (Омелян Логуш); керівник угорської місії до УПА підполковник Ференц Мартон; комендант запілля УПА-Північ «Горбенко» (Ростислав Волошин); командир ВО «Богун» «Еней» (Петро Олійник); керівник охорони делегації «Кропива» (Василь Процюк). Верхній ряд: заступник ШРВ «Палій» (Василь Коренюк); господарчий референт УПА-Північ «Зубатий» (Василь Мороз); шеф штабу ВО «Богун» «Черник» (Дмитро Казван).

Після закінчення університету деякий час працює у львівському «Промбанку». 1935 р. одружується з гімназійною однокласницею Ніною Левицькою.

### Діяльність в ОУН та УПА
З часу утворення Євгеном Коновальцем Крайової Екзекутиви ОУН на Північно-Західних Українських Землях в 1935 році став її ідеологічним референтом, а згодом і Крайовим Провідником на ПЗУЗ. За цей час багаторазово сидів у польських тюрмах, в тому числі двічі у концтаборі «Береза Картузька». На Рівненському процесі 22-26 травня 1939 року був засудженим на кілька років ув'язнення, проте початок Другої світової війни перервав цей термін.
Але з приходом більшовиків Волошин знову був засуджений і ув'язнений. І знову його тюремний термін скоротила війна, цього разу німецько-радянська. Вийшовши з тюрми, він став від імені Українського Державного Правління головою Рівненської обласної управи. В серпні 1941 року увійшов в Українську раду довіри, очолювану С. Скрипником, майбутнім патріархом, разом з Уласом Самчуком. Після цього був заарештований гітлерівцями. 1942 року вийшов із в'язниці Монтелюпіх у Кракові, став заступником голови обласного кооперативу у Рівному.
Р. Волошин був співорганізатором перших загонів Української Повстанської Армії. У 1943-му також став офіційним заступником Д.Клячківського — «Клима Савура», крайового провідника на ПЗУЗ.
Головував на ІІІ-му Надзвичайному Великому Зборі ОУН (21 — 25 серпня 1943), де був обраний членом Бюро Проводу ОУН. Саме Роман Шухевич, Р. Волошин та Йосип Позичанюк з весни 1943 фактично очолювали керівництво УПА.
21-22 листопада 1943 був головою на І-й конференції поневолених народів Сходу Європи і Азії у с. Будераж (Здолбунівський район) Здолбунівського району Рівненської області. Саме вона започаткувала світовий Антибільшовицький блок народів, очолюваний після війни Ярославом Стецьком. Став командантом запілля (командувач тилом) УПА.
18 січня 1944 року «Горбенко» взяв участь у нараді керівників ОУН і УПА на ПЗУЗ.
11-15 липня 1944 Р. Волошин був обраний Головою Президії Великого Збору Української Головної Визвольної Ради, що проходив біля с. Недільна Старосамбірського району Дрогобицької області. На ньому його обрали Генеральним Секретарем Внутрішніх Справ УГВР.
Остання прижиттєва згадка про Ростислава Волошина датується 5 серпня 1944 року, коли приймалася присяга трьох сотень УПА, «Левів», «Булава» і сотні «Різуна» біля села Свидник, де він виступив зі своєю останньою полум'яною промовою.
Загинув Р. Волошин — заступник Головного командира УПА, 22 серпня 1944 року в селі Гаї Бійничі в нерівному бою з більшовицькими окупантами при переході фронту.

## Сім'я
Батьки переїхали з Києва після поразки національно-визвольних змагань 1917—1920 років разом з майбутнім патріархом УАПЦ Мстиславом (Скрипником). Проживали на ст. Озеряни, Дубнівського повіту. Родина мала четверо дітей. Старша сестра Ія та син Юра померли в дитячому віці, а Оксана, член ОУН, загинула в околицях Дерманя, перебуваючи в підпіллі. Ростислав Волошин взяв шлюб з Ніною Левицькою, дочкою Гліба Левицького, 1935 року, яка училася в Рівненській гімназії разом з ним. Про родину Левицьких згадується з 1703 року, коли їх предки правили в парафії однієї з церков Луцька. Гліб Левицький був двоюрідним братом графа Модеста Рогаля-Левицького — лікаря та письменника, друга Лесі Українки.
Дружина Ростислава Волошина Ніна — член ОУН, псевдо «Домаха». Була звя'зковою Ніла Хасевича, близького друга родини. Заарештована в січні 1947, отримала 10 років мордовських таборів. З 1957 року проживала в м. Нововолинську разом із сім'єю дочки. Померла 1971 року, похована на міському кладовищі.
У Ростислава та Ніни Волошиних було двоє дітей:
- Інна, 1937 року народження
- Андрійко 1944 року народження, помер 1947-го та похований на кладовищі у Рівному.

Дочка закінчила Луцьке педагогічне училище, працювала бібліотекарем, вчителем вечірньої школи у Нововолинську. Після переїзду родини до Луцька в 1974 році працювала в облраді по туризму та екскурсіях. Померла в січні 1998 року та похована на міському кладовищі у Луцьку. Інна відчувала «турботу» відповідних органів все своє життя. Їй не дозволили отримати вищу освіту, морально пресували все життя. Чоловік Валентин Оленченко помер 1993 року.
Внук Анатолій Волошин, 3.09.1957 р. н., Луцьк. Одружений. Дружина Юліана Волошина,1986 р.н. Виховують синів — Даміана, 24.06.2012 р.н. і Даріана, 04.09.2014 р.н. Анатолій в 1983 р. закінчив Одеський електротехнічний інститут зв'язку. З 1982 по 1996 р.р. служив офіцером зв'язку в УМВС у Волинській області. З 1988 по 2008 роки КДБ СРСР проти нього було порушено «ДОР-ШП» (шпигунство). З 2001 року по теперішній час працює в МАК, м. Київ.
Внуки Ростислава Волошина Юрій з Анатолієм, були на Покрову 2008 в с. Гаї Бійничі, де встановлений пам'ятний хрест на місці загибелі Ростислава Волошина. Юрій після закінчення Львівської політехніки працює на Луцькому автозаводі — інженером.
Ростиславу Волошину («Павленку») присвоєно звання — полковник-політвиховник УПА (посмертно).

## Нагороди
- Згідно з Постановою УГВР від 11.10.1952 р. і Наказом Головного військового штабу УПА ч. 3/52 від 12.10.1952 р. полковник-політвиховник УПА Ростислав Волошин – «Павленко» нагороджений Золотим хрестом заслуги УПА.
- 14 жовтня 2012 року посмертно нагороджений найвищим орденом Пласту — Залізним Пластовим Хрестом (Iron Cross) за хоробрість у боротьбі за Батьківщину.

## Вшанування пам'яті
-  Вулиця Ростислава Волошина у місті Рівно.
- Вулиця Ростислава Волошина у місті Луцьк.

- у Нью-йорку друкарня УГВР носила Ім‘я Ростислава Волошина.
- на місці створення УГВР у 2009 році в с. Сприня,  біля Самбора, відкрито пам‘ятник засновникам, серед постатей у бронзі і граніті постать Ростислава Волошина.
-  у 2012 на місці загибелі у с. Бійниці встановлено Хрест.
```
- у м. Львові на Личаківському цвинтарі постав пам‘ятник пластунам, серед прізвищ висічене ім‘я Ростислава Волошина.
```

- У багатьох містах України є Вулиця Героїв УПА, до яких належить і Ростислав Волошин.
- 1.12.2017 р. від імені Координаційної ради з вшанування пам’яті нагороджених Лицарів ОУН і УПА у м. Луцьку Золотий хрест заслуги УПА  (№ 010) переданий Юрію Оленченку, онуку Ростислава Волошина – «Павленка».

- знято документальні фільми про Ростислава Волошина Волинською та Рівненською телекомпаніями та написані книги

## Світлини

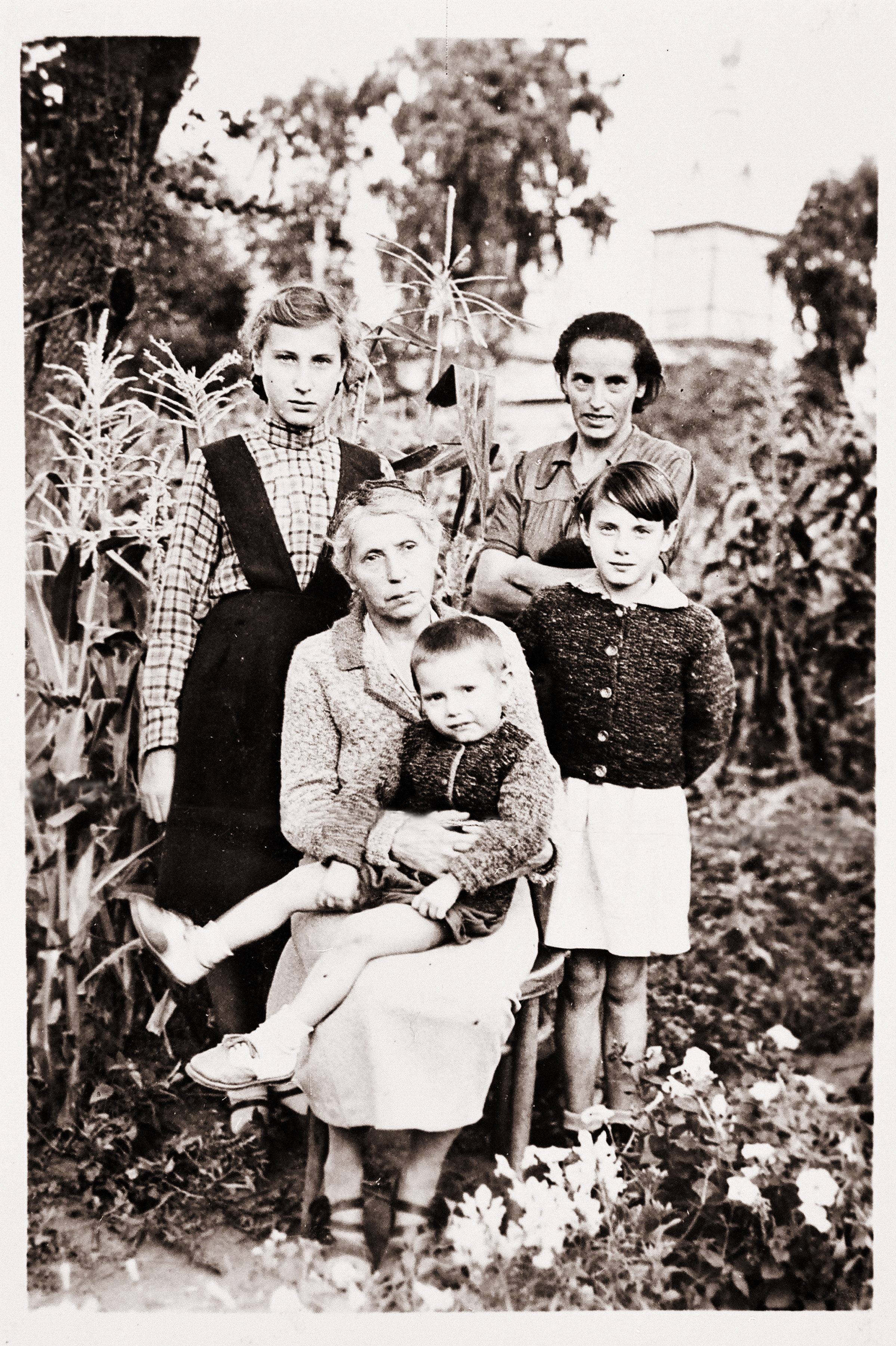
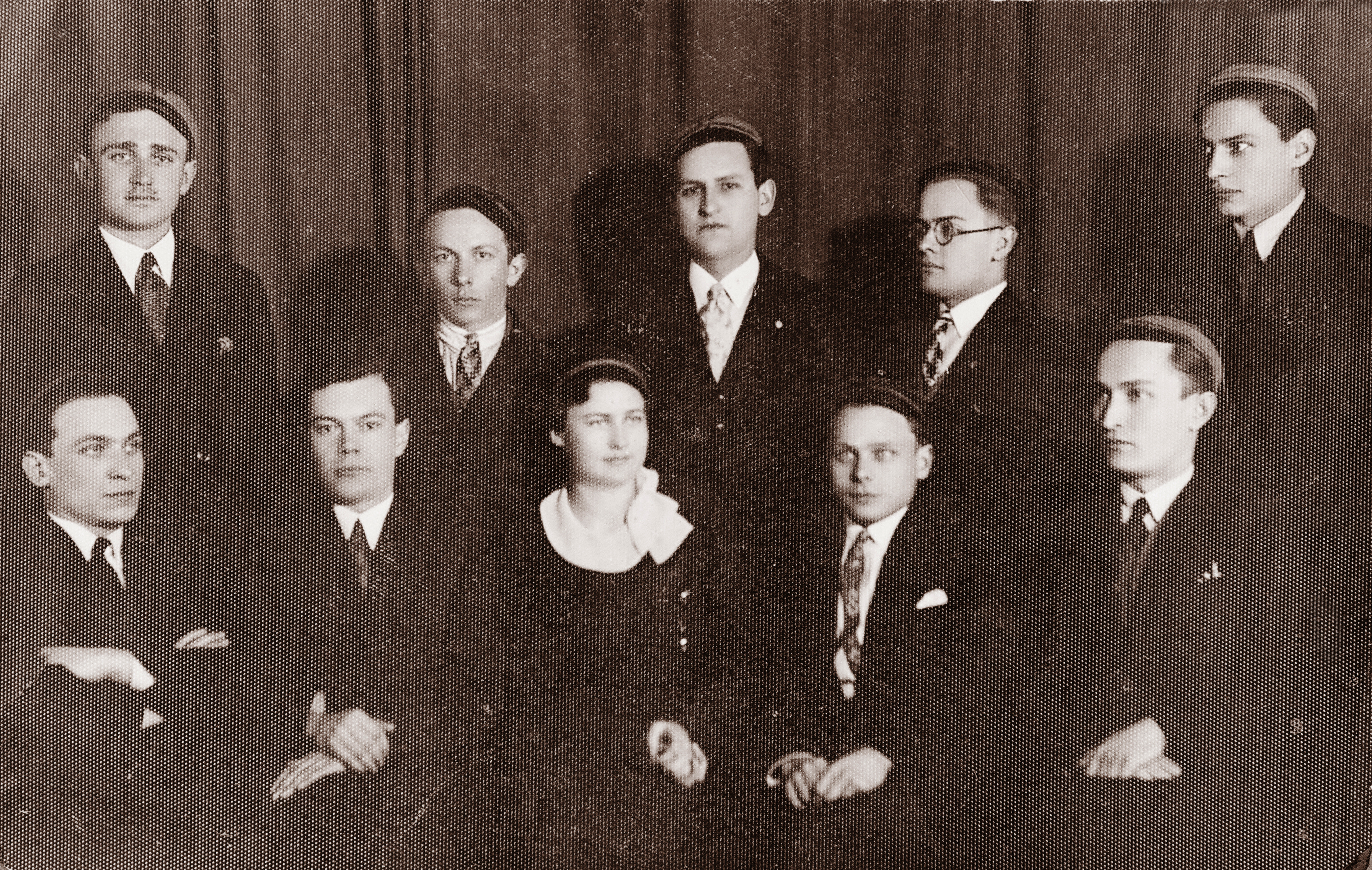
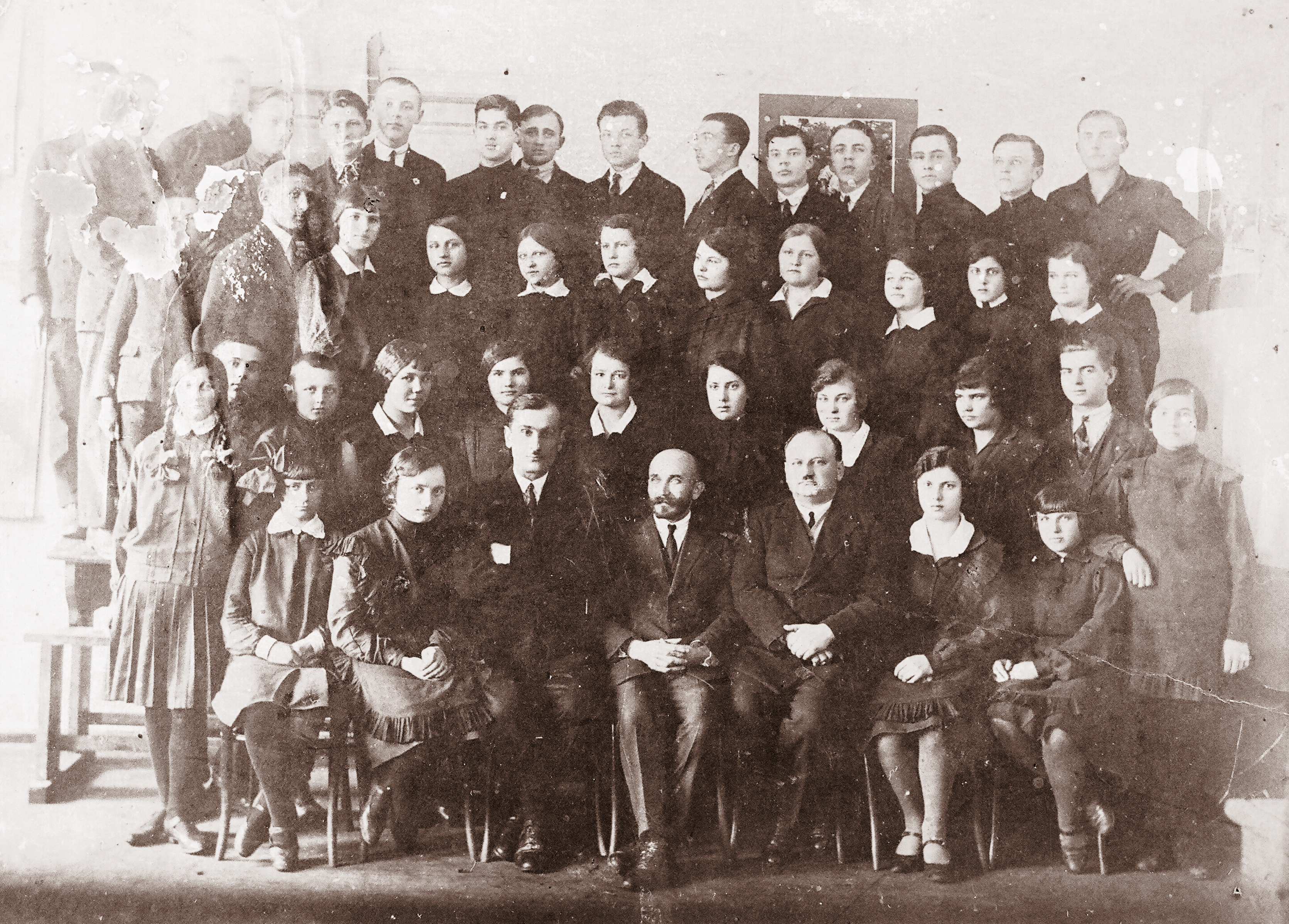
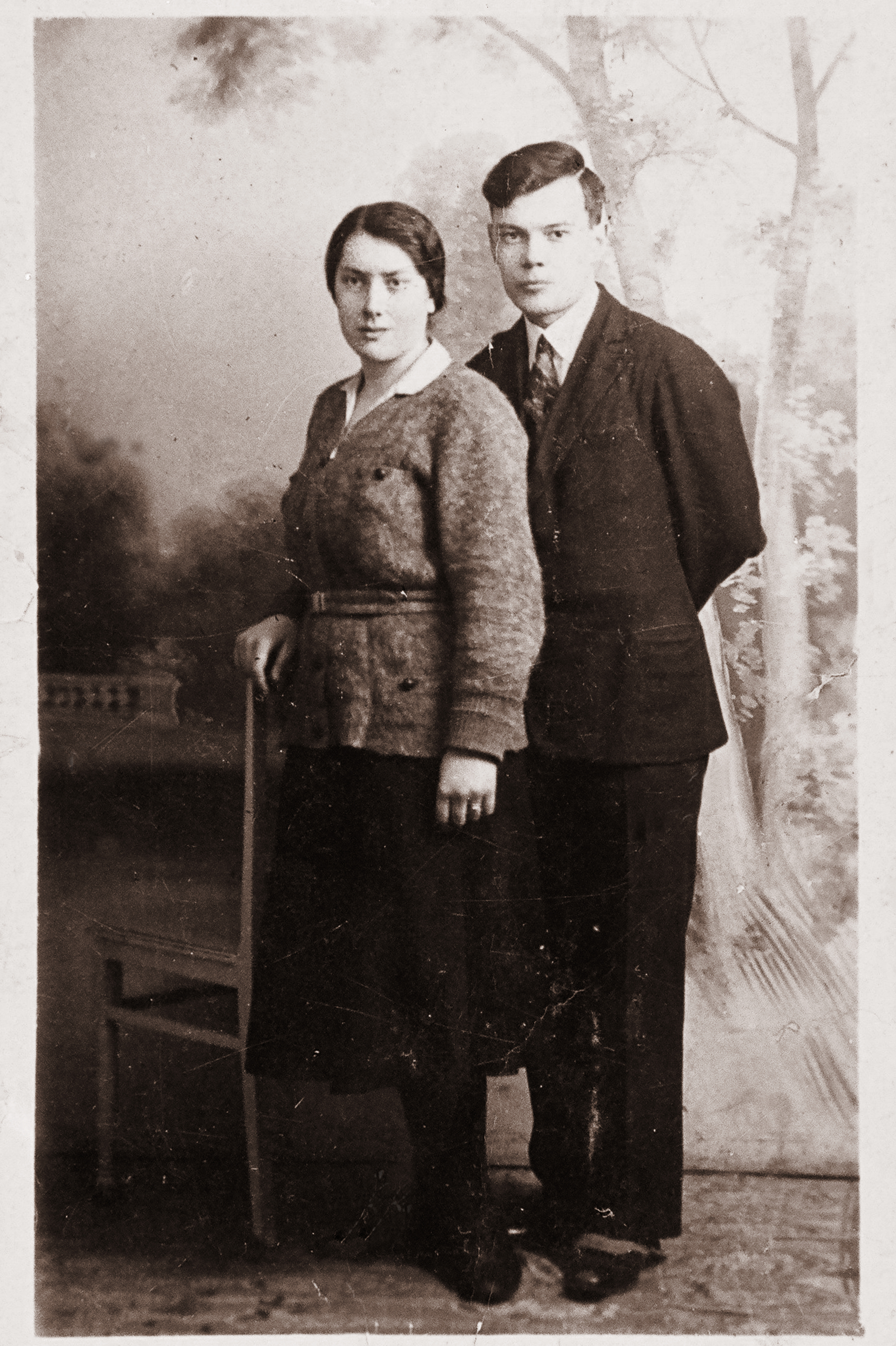

## Виноски
1. ↑  Василь Яноші: Несхитний український патріот [Архівовано 5 січня 2009 у Wayback Machine.]